# Leadville

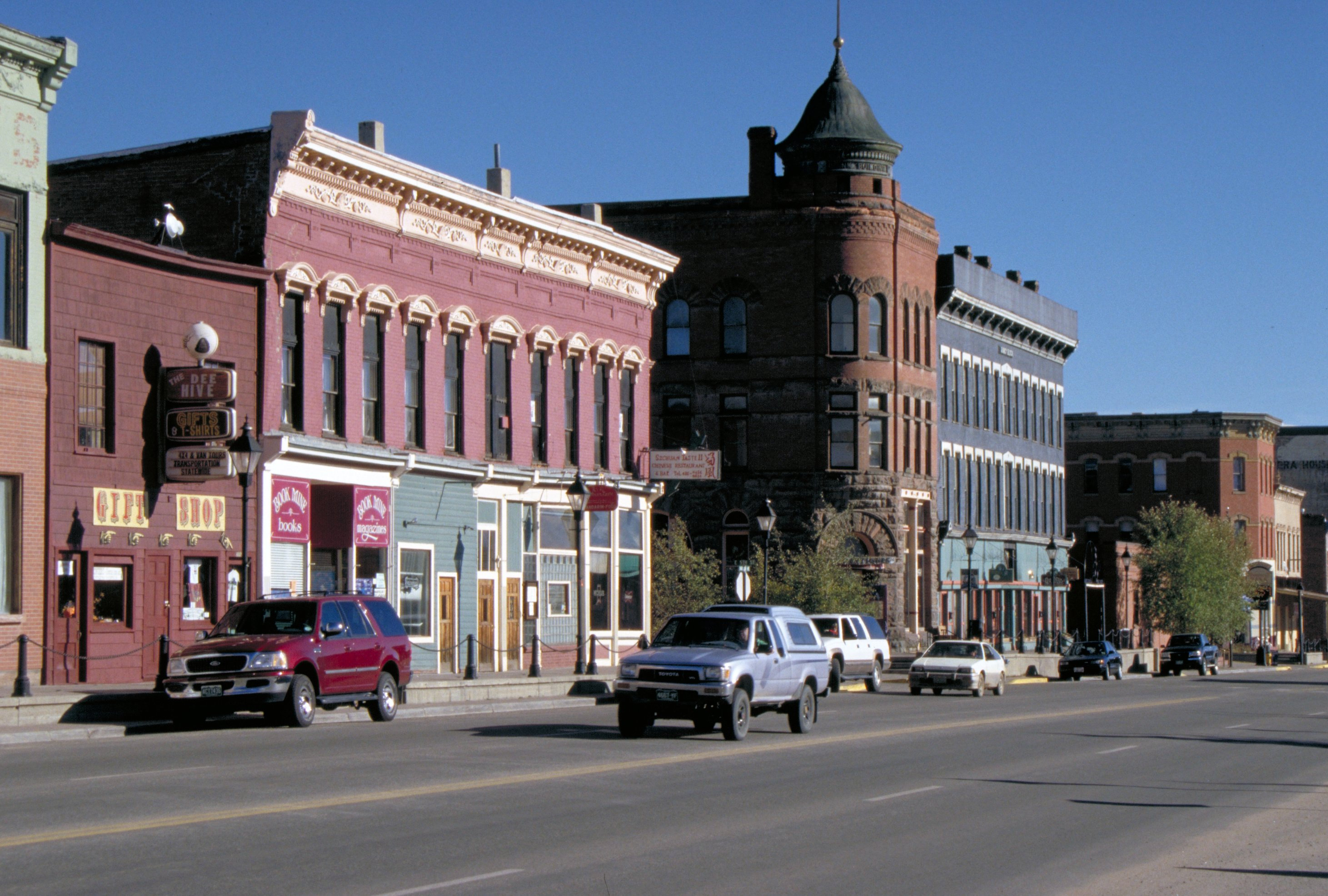
Centrum van Leadville

Leadville is een plaats (city) in de Amerikaanse staat Colorado, en valt bestuurlijk gezien onder Lake County.
Bij Leadville lag het trainingskamp Hale voor:
- het Amerikaanse leger tijdens Tweede Wereldoorlog
- de CIA van 1959 tot 1964
- de Tibetaanse guerrillabeweging Chushi Gangdruk.

## Demografie
Bij de volkstelling in 2000 werd het aantal inwoners vastgesteld op 2821.
In 2006 is het aantal inwoners door het United States Census Bureau geschat op 2705, een daling van 116 (-4.1%).

## Geografie
Volgens het United States Census Bureau beslaat de plaats een oppervlakte van
2,7 km², waarvan 2,7 km² land en 0,0 km² water.